# Кабаре
Кабаре (фр. cabaret) је врста забавног позоришта. Програм кабареа се углавном састоји од изведаба шансона, скечева, сатира и кратких представа о темама политичког, критике друштва или уметничког правца. Изворно је замишљен као авангардно позориште за одабрану публику, а касније се развио у комерцијализован облик за широку публику.
Програм се састоји од једноставних музичких прилога певачких, плесних или сценских наступа и спроводи га конферансијер. Кабаре песме пре називане кабаретске песме биле су специјално писане за кабаре. Лакши кабаре са претежно музичким програмом називан је и „шантан“ од француског назива за кафану са песмом. Први кабаре је настао у 80-им годинама 19. века у Паризу (Chat Noir (Црни мачак) из г. 1881). Почетком 20. века је био јако раширен у немачком језичком подручју.

## Етимологија
Термин је првобитно дошао из пикардског или валонског језика од речи camberete или cambret за малу собу (12. век). Прва штампана употреба речи kaberet налази се у документу из 1275. године у Турнеју. Термин се користио од 13. века у средњем холандском за означавање јефтине гостионице или ресторане (caberet, cabret).
Реч cambret, сама по себи вероватно потиче од ранијег облика chambrette, мала соба, или од норманског француског chamber што значи таверна, која и сама потиче од каснолатинске речи camera што значи лучни кров.

## Национална историја

### француске таверне
Кабареи су се појавили у Паризу најмање крајем 15. века. Од кафана су се разликовали по томе што су служили храну и вино, сто је био покривен платном, а цена је наплаћивана по тањиру, а не кригли. Они нису били посебно повезани са забавом, чак и ако су музичари понекад наступали у оба типа угоститељских објеката. У почетку су кабареи сматрани бољим од кафана; до краја шеснаестог века, они су били омиљено место за вечеравање. У 17. веку се појавила јаснија разлика када су кафане биле ограничене на продају вина, а касније и на служење печења.

### Француски музички простори
У 18. веку јавља се кафе-концерт или кафе-шантан, који је нудио храну уз музику, певаче или мађионичаре. Најпознатији је био Cafe des Aveugles у подрумима Пале-Ројала, који је имао мали оркестар слепих музичара. Почетком 19. века по граду се појављују многе кафане-шантани; најпознатији су били Кафе де Амбасадори (1843) на Јелисејским пољима и Елдорадо (1858) на булевару Стразбур. До 1900. године у Паризу је било више од 150 кафеа-шантана.
Први кабаре у модерном смислу био је Ле Ша Ноар у боемском крају Монмартра, који је 1881. године створио Родолф Салис, позоришни агент и предузетник. Он је комбиновао музику и другу забаву са политичким коментарима и сатиром. Ша Ноар је окупио богате и славне из Париза са боемима и уметницима Монмартра и Пигала. Његова клијентела „била је мешавина писаца и сликара, новинара и студената, запослених и високих житеља, као и манекенки, проститутки и правих дама које трагају за егзотичним искуствима.“ Домаћин је био сам Салис, називајући се самог собе џентлмен-кабаретјером; сваку шоу је почињао монологом ругајући се богатима, исмевајући посланике Народне скупштине и збијајући шале на рачун текућих догађаја. Кабаре је био премали за публику која је покушавала да уђе; у поноћ 10. јуна 1885, Салис и његове муштерије преселили су се низ улицу у нови већи клуб у улици Руе де Лавал 12, који је имао декорацију описану као „Нека врста Бејрута са кинеским утицајима.“ Композитор Ерик Сати, након што је завршио студије на Конзерваторијуму, зарађивао је за живот свирајући клавир у Ша Ноару.
До 1896. у Паризу је било 56 кабареа и кафеа са музиком, заједно са десетак музичких сала. Кабареи нису имали велики углед; један критичар је 1897. написао да „продају пића која вреде петнаест сантима заједно са стиховима који, углавном, не вреде ништа.“ Традиционални кабареи, са монолозима и песмама и мало декорације, замењени су специјализованијим састајалиштима; неки, попут Boite a Fursy (1899), специјализовани су за актуелне догађаје, политику и сатиру. Неки су били чисто позоришне природе, правећи кратке сценске представе. Неки су се фокусирали на страву или еротику. Кабере де ла фин ду Монд је имао конобаре обучене као грчки и римски богови и представљао живе слике које су биле између еротских и порнографских.
До краја века остало је само неколико кабареа старог стила у којима су се окупљали уметници и боеми. Они су укључивали Кабаре де ноктамбул у Руе Шамполион на левој обали; Лапин Ажил на Монмартру; и Ле Солеил дор на углу кеја Сент-Мишел и булевара Сент-Мишел, где су се песници, укључујући Гијома Аполинера и Андре Салмона, састали да причају о својим делима.
Музичка дворана, први пут измишљена у Лондону, појавила се у Паризу 1862. Нудила је раскошније музичке и позоришне продукције, са сложеним костимима, певањем и плесом. Позоришта у Паризу, плашећи се конкуренције из музичких сала, усвојила су закон од стране Народне скупштине који забрањује извођачима из музичких сала да носе костиме, плешу, носе перике или рецитују дијалог. Закон је оспорио власник музичке сале Елдорадо 1867. године, који је на сцену поставио бившу славну глумицу из Комедије-Франсез да рецитује стихове из Корнеја и Расина. Јавност је стала на страну музичких сала, а закон је укинут.
Мулен Руж је отворио 1889. године Каталонац Жосеф Олер. Био је веома проминентан због имитације велике црвене ветрењаче на свом крову и постао је родно место плеса познатог као француски кан кан. То је помогло да постану познате певачице Мистангет и Едит Пијаф и сликар Анри де Тулуз-Лотрек, који је направио постере за ово место. Олимпија, коју је такође водио Олер, која је прва названа музичком салом; отворена је 1893. године, затим Музичка дворана Алхамбра 1902. и Принтанија 1903. Принтанија, отворена само лети, имала је велику музичку башту која је примала дванаест хиљада гледалаца и организовала вечерње представе које су представљале двадесет три различита дела, укључујући певаче, акробате, коње, мимичаре, жонглере, лавове, медведе и слонове, са две представе дневно.

### Холандија (од 1885. године)
У Холандији, кабаре или клеинкунст (дословно: „мала уметност”) је популаран облик забаве, који се обично изводи у позориштима. Датум рођења холандског кабареа обично се поставља на 19. август 1895. године.‍:507 У Амстердаму постоји Клеинкунстакадеми (Кабаретска Академија). То је често мешавина (стенд-ап) комедије, позоришта и музике и често укључује друштвене теме и политичку сатиру. Средином двадесетог века, „велика тројка“ су били Вим Соневелд, Вим Кан и Тун Херманс. Данас се на националним телевизијама емитују многи извођачи популарних „кабареа” (кабарејски извођачи), посебно у новогодишњој ноћи, када се емитује неколико специјалних кабаре емисија у којима се кабаре обично осврће на велике догађаје у протеклој години.

### Немачка (од 1901)
Немачки Kabarett се развијао од 1901. године, стварањем дворане Ибербретл (суперпозорнице), а до вејмарске ере средином 1920-их, Kabarett представе су се одликовале политичком сатиром и црним хумором. Делио је карактеристичну атмосферу интимности са француским кабареом из којег је увезен, али је црни хумор био посебан немачки аспект.

### Пољска (од 1905)
Пољски кабаре је популаран облик забаве уживо (често телевизијске) која укључује комичарску трупу, а састоји се углавном од комичних скечева, монолога, станд уп комедије, песама и политичке сатире (често скривене иза двосмислености да би заварали цензори). Своје порекло вуче од Зилони Балоника, познатог књижевног кабареа који су у Кракову основали локални песници, писци и уметници током последњих година поделе Пољске.

### Северна Америчка (од 1911)
Амерички кабаре је увезен из француског кабареа Џеси Луис Ласки 1911. године.‍:75–76‍:95 У Сједињеним Државама, кабаре се раздвојио у неколико различитих стилова извођења углавном због утицаја џез музике. Чикашки кабаре се интензивно фокусирао на веће саставе бендова и достигао је свој врхунац током бурних двадесетих, у доба прохибиције, где је био представљен у спикизи гостионицама и ресторанима.